# Кошелев, Николай Андреевич
Никола́й Андре́евич Ко́шелев (3 [15] мая 1840, село Серман, Николо-Барнуковская волость, Городищенский уезд, Пензенская губерния — 23 октября 1918, Петроград) — русский исторический, портретный и жанровый живописец, график, иллюстратор, иконописец, художник-монументалист.
Сподвижник Ивана Крамского. Академик (1873), профессор (1878) Императорской Академии художеств, член Императорского Православного Палестинского Общества. Автор эскизов и росписей Храма Христа Спасителя (Москва), храма Спаса на Крови (Санкт-Петербург), Александро-Невского собора (Варшава), а также ряда других.

## Биография

### Детство
Родился в семье крепостного крестьянина в русско-мордовском селе Серман (другие названия — Алексеевка, Вознесенское), которое входит сейчас в состав Ахматовского сельского поселения, Никольский район Пензенской области. Детство провёл в Арзамасе. Здесь же, в Арзамасской школе живописи  академика Александра Васильевича Ступина, Николай Кошелев получил первые уроки рисунка. Однако отсутствие материальных средств не позволило будущему художнику поступить в неё.
Вместо живописной школы в 1851 году желавший рисовать мальчик был в возрасте 11 лет отдан в услужение живописцу-ремесленнику Давыдову в Нижнем Новгороде. Ученичество оказалось неудачным. В 1853 году мальчика взяла под своё покровительство местная помещица. Три года он жил в её семье, практически самостоятельно осваивая тонкости живописной техники.
В 1856 году покровительница свозила Николая в Казанское художественное училище, где юноша получил несколько уроков живописи у профессионального преподавателя, итальянского художника Ботелли. Затем последовала самостоятельная работа по росписи церковного иконостаса и стены монастыря и, наконец, поступление в Императорскую Академию художеств в Санкт-Петербурге (осень 1860 года).

### Академия художеств

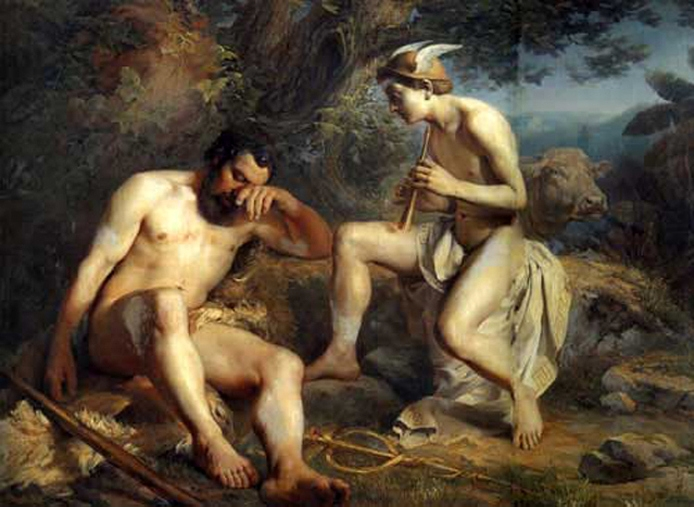
Меркурий усыпляет Аргуса, чтобы похитить нимфу Ио

Николай Кошелев занимался в Академии сначала в качестве вольноприходящего, и только с 1863 года — в качестве постоянного ученика в классе исторической живописи под руководством А. Т. Маркова и Ф. А. Бруни. При этом уже в 1862 году художник отмечен тремя Малыми серебряными медалями Академии за картину «Первое число, сцена из чиновничьего быта», этюд и рисунок с натуры, а также Большой серебряной медалью за этюд с натуры. В том же году картина «Первое число…» появилась на академической выставке. А в 1864 году Кошелев получил Малую золотую медаль за конкурсную картину «Меркурий усыпляет Аргуса, чтобы похитить нимфу Ио».
В 1863 году было куплено несколько работ Кошелева, что наконец-то улучшило его материальное положение. Вместе с тем из-за недостатка средств он не смог принять участие в конкурсе на Большую золотую медаль. Несмотря на это, по окончании академического курса в 1865 году Николай Кошелев был удостоен звания классного художника 1-й степени «за познания в живописи исторической и портретной».

### Начало творческой деятельности

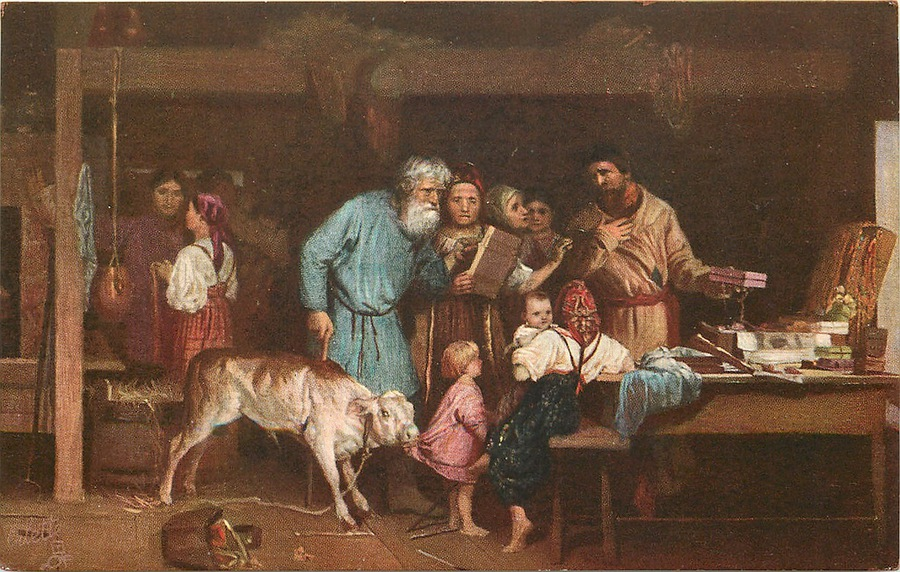
Офеня-коробейник

С 1864 года Кошелев работал в художественной артели П. А. Крестоносцева (Волгина), основанной группой учащихся Академии для материальной поддержки. В её составе принимал участие в иконописных работах для Староладожского Никольского монастыря.
Когда в 1865 году артель распалась, вступил в возглавляемую И. Н. Крамским «Санкт-Петербургскую Артель художников» (1863—1871), послужившую впоследствии основой для «Товарищества передвижных художественных выставок». В марте 1865 года участвовал в первой провинциальной выставке «передвижников», состоявшейся в период Нижегородской ярмарки.
В том же году получил заказ на создание иллюстраций к изданию Дементьева и Золотова «Русская история в картинах», для которого выполнил более 60 рисунков. Тогда же получил 2-ю премию Общества поощрения художников за картину «Офеня-коробейник».

### Роспись храма Христа Спасителя
Осенью 1865 года преподаватель Академии художеств А. Т. Марков взялся за композицию для плафона главного купола Храма Христа Спасителя и в качестве исполнителя росписи пригласил воспитанника Академии, портретиста И. К. Макарова. Не удовлетворённый результатами, профессор затем обратился также к вышедшему из Академии участнику «бунта четырнадцати» И. Н. Крамскому. В свою очередь, Крамской предложил поехать вместе с собой в Москву для осуществления работ Кошелеву. Роспись главного купола делали по композициям А. Т. Маркова втроём: И. Н. Крамской, Н. А. Кошелев и Б. Б. Вениг.

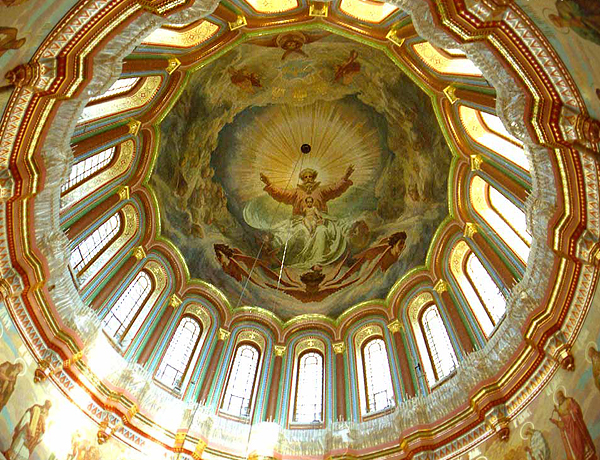
Роспись главного купола Храма Христа Спасителя

Мы принялись за работу, распределив её следующим образом: я взял фигуру Саваофа, Вениг — трёх серафимов внизу около земного шара, а Кошелев — головы херувимов в облаках по бокам. Была глубокая осень, леса закрывали все окна барабана, так что работать нужно было только по расчёту. На палитру надеяться было уже нельзя; все тоны должны были быть заготовлены заранее, необходимо было установить нормы тонов, от которых уже не отступать; но для всего этого ни у меня, ни у кого другого не было ни знаний, ни опыта. Пришлось решать дело, совершенно мне незнакомое. Главный строитель К. А. Тон, узнав, что Марков пустил писать купол каких-то школьников, объявил, что он ни за что не пойдёт больше в храм, знать ничего не хочет и смотреть ничего не будет. Комиссия была, разумеется, ещё сдержаннее, долго мы так творили что-то впотьмах, долго тосковал А. Т. Марков о своей ошибке, но поправить дело было уже не в его власти. Это, однако ж, не мешало ему ежедневно являться в купол, писать свой эскиз на модели и через каждый час подыматься к нам и приставать то к одному, то к другому. Случалось, что товарищи мои не выдерживали и уходили с лесов, я же не мог дозволить себе и этого, и, говоря правду, всё, чего он хотел от нас, было и хорошо, и имело свой смысл. Не всегда только его понимали и не всегда могли отвечать его желаниям, но тем не менее от этого было не легче. Один раз мне стоило огромного труда убедить его, что те тоны, которыми он пишет свой эскиз, не годятся для купола, и наоборот.
— Крамской И. Н. Взгляд на историческую живопись.
Выполнение задания в итоге было сочтено успешным, вследствие чего в 1868 году Николай Кошелев получил самостоятельный заказ на исполнение росписи малых куполов храма Христа Спасителя. Работа велась по картонам академика П. В. Басина, который из-за резко ухудшившегося зрения не смог осуществить росписи самостоятельно. Кроме того, Кошелев создал в соборе композиции по собственным рисункам:
- «Господь, восседающий на престоле с книгой о семью печатях» (1871) в северном своде (за его эскиз был удостоен звания академика в 1873 году),
- «И слово плоть бысть» (1873) в южном своде,
- «Семь таинств церкви» (1876) в восточном своде,
- «Поклонение 24 царей» (1876) в западном своде,
- «Вседержитель, восседающий на троне» (1879) в тамбуре под главным куполом.

За работы в храме Николай Кошелев получил в 1878 году звание профессора Императорской Академии художеств и орден Святого Владимира 4-й степени (1883).

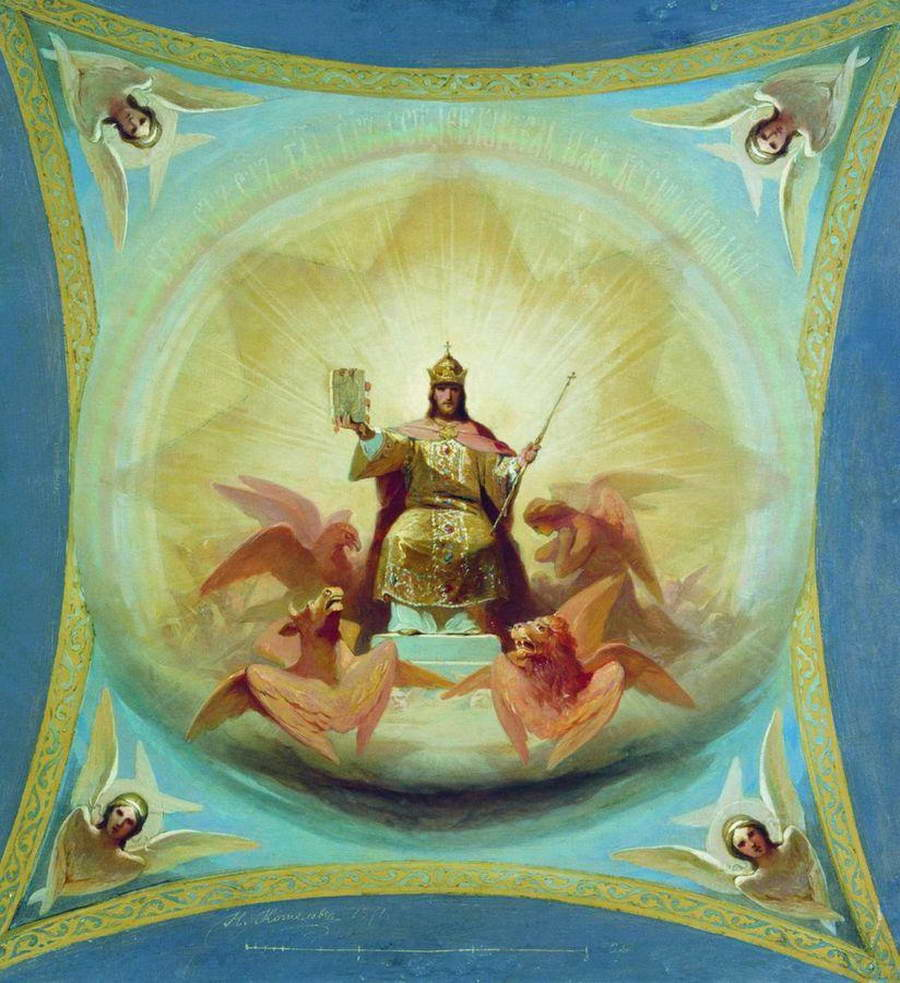
Господь, восседающий на престоле с книгой о семью печатях (эскиз)
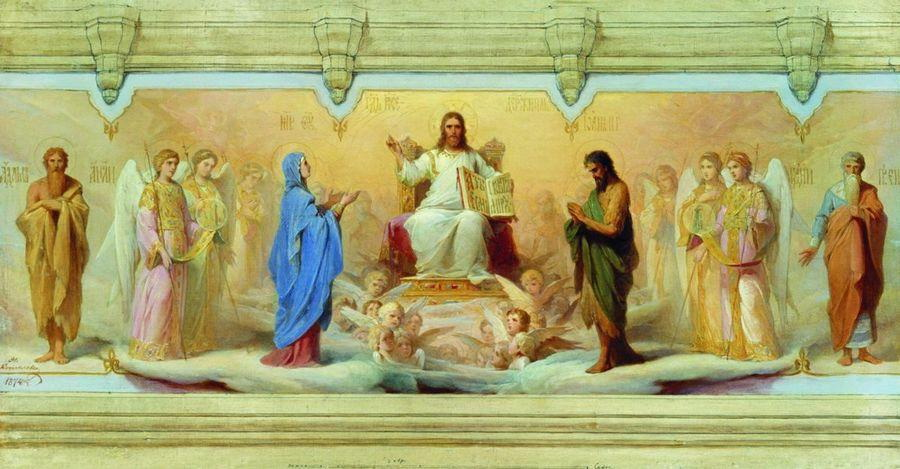
Семь Таинств церковных (эскиз)
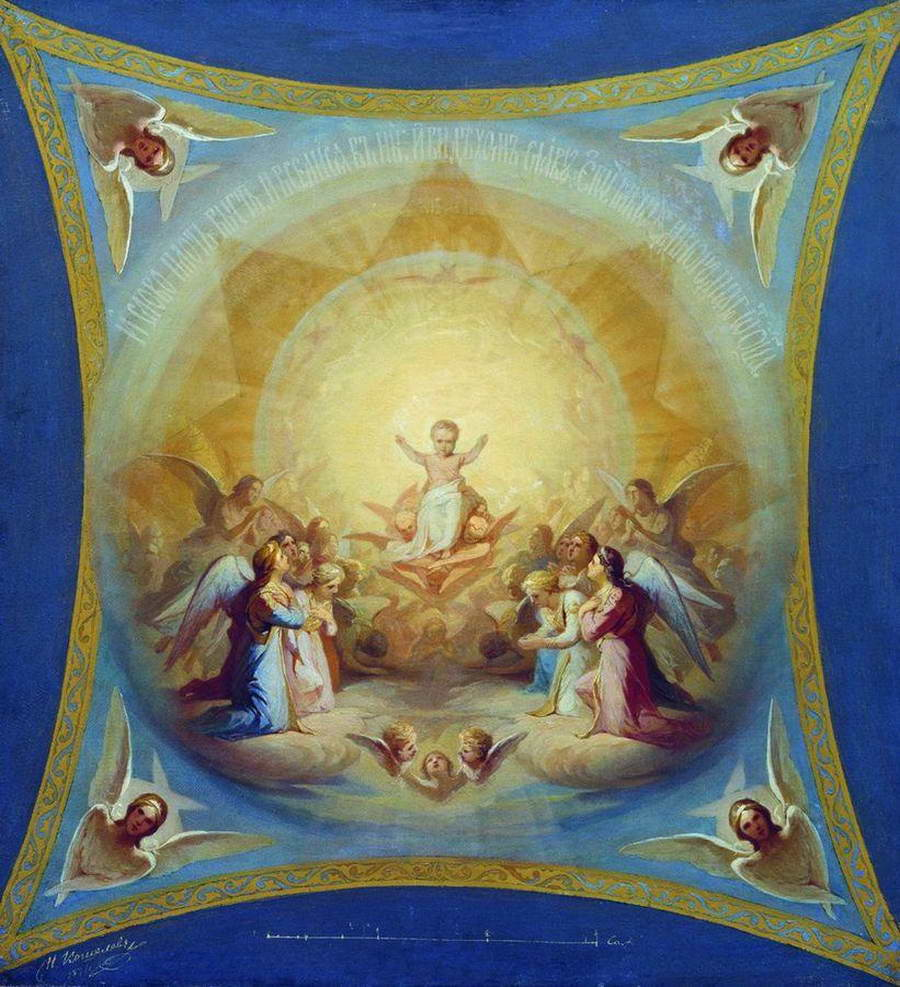
«Слово плоть бысть» (1871 г.) Эскиз В своде южного крыла

### Работы в Иерусалиме

#### Александровское подворье

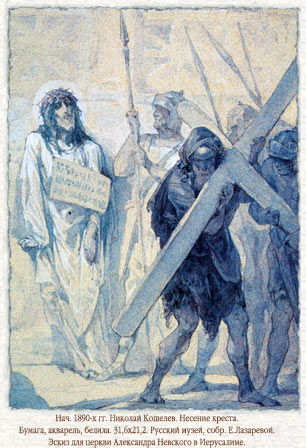
Эскиз к картине «Симон несёт Крест Спасителя». 31,6х21,2 см, бумага, акварель, белила

Определённый интерес представляют работы монументального цикла Н. А. Кошелева «Крестный путь» в домовой церкви святого Александра Невского Александровского подворья ИППО в Иерусалиме. Художнику удалось создать ряд полотен, отражающих эпизод за эпизодом весь Крестный путь Иисуса Христа от Гефсиманского сада до Голгофы, затем Распятие и Сошествие в ад.
Дело в том, что ни один из современников — ни Ге, ни Васнецов, ни Нестеров, ни Репин — не видели решения столь сложной задачи средствами станковой живописи. Кошелев принял решение писать основные сюжеты Крестного пути на холстах, разместив их на значительном расстоянии от пола и почти вплотную друг к другу.
В итоге создано 18 полотен, каждое высотой 3,5 м и шириной 2 м:
| - Моление о Чаше (1891) - Апостолы уснули от печали (1890-е) - Лобзание Иуды (1890) - Взятие Иисуса стражей (1892) - Отречение Петра (1892) - Обвинение Христа (1894) - Иисуса ведут к Пилату (1893) - Христос перед Пилатом (1890) - Пилат умывает руки (1895) | - Симон несёт Крест Спасителя (1900) - Не плачьте, дщери Иерусалимские! (1899) - Шествие Иисуса на Голгофу (1900) - Прободение ребра Иисуса воином (1900-е) - Снятие с Креста (1897) - Приготовление Иисуса к погребению (1894) - Положение Иисуса во Гроб (1894) - Воскресение Христово (1896) - Сошествие в ад (1900) |  |

В нижней части каждого полотна помещена цитата из Евангелия со ссылкой на соответствующую главу и стих, которая соответствует изображению. Это показывает, что картины носят иллюстративный характер, и в них совсем нет вольных интерпретаций.

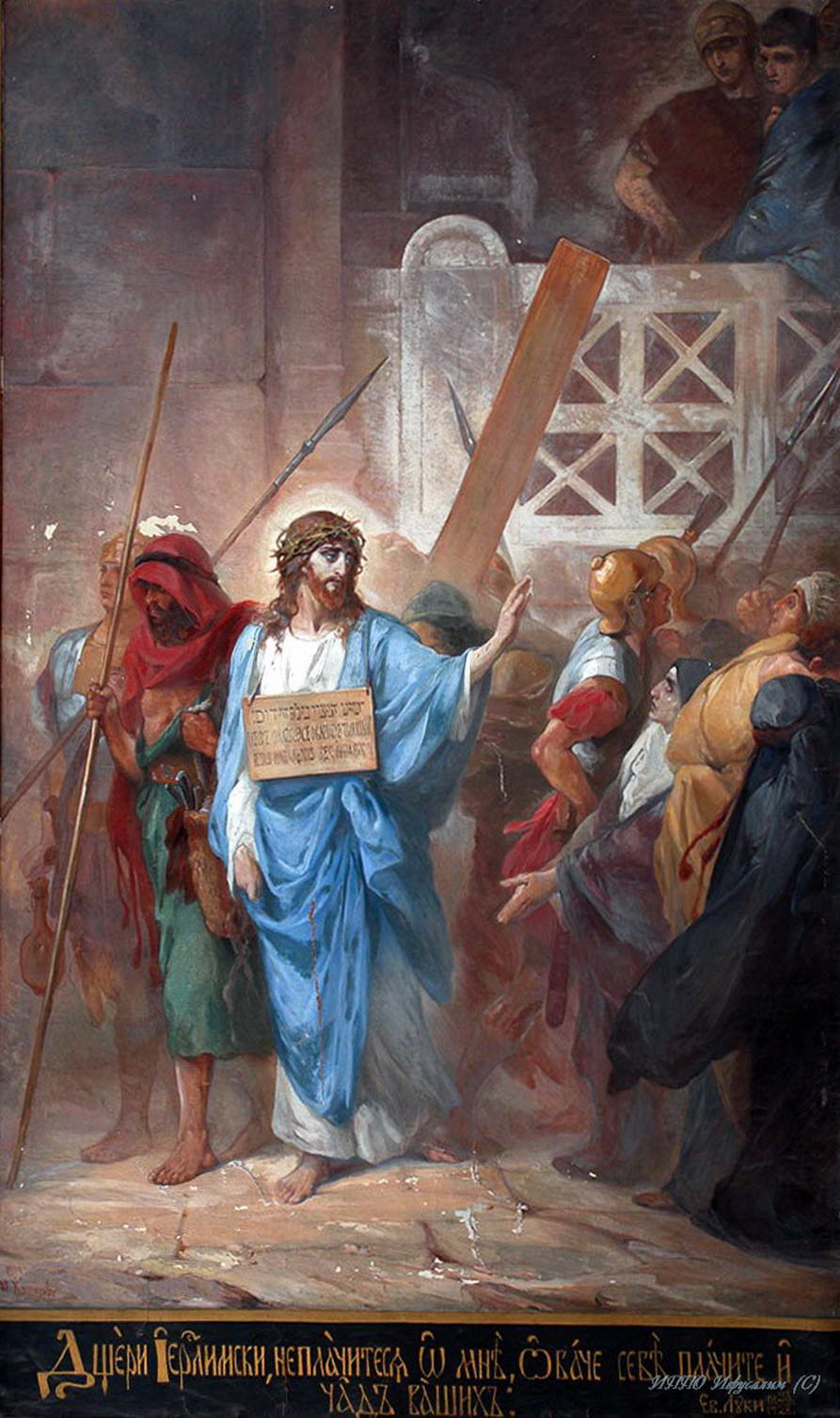
Не плачьте, дщери Иерусалимские!
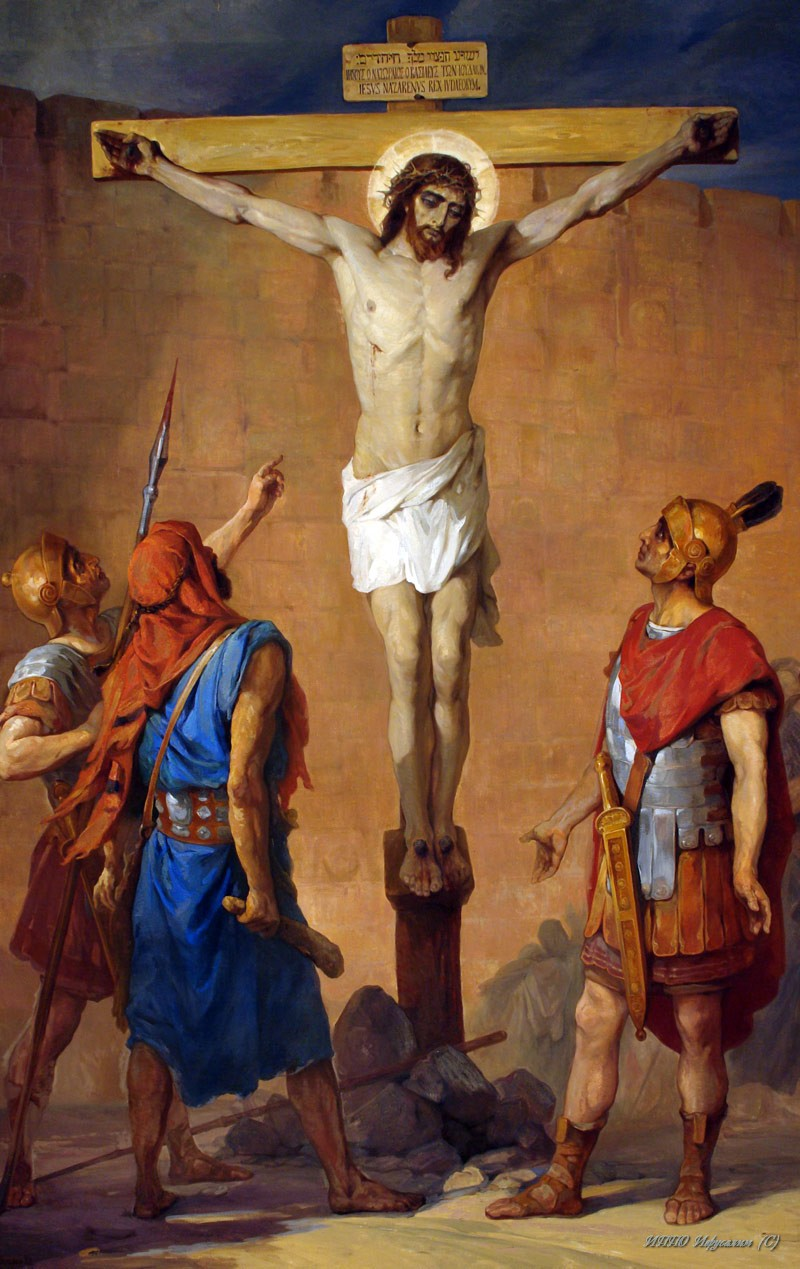
Прободение ребра Иисуса воином
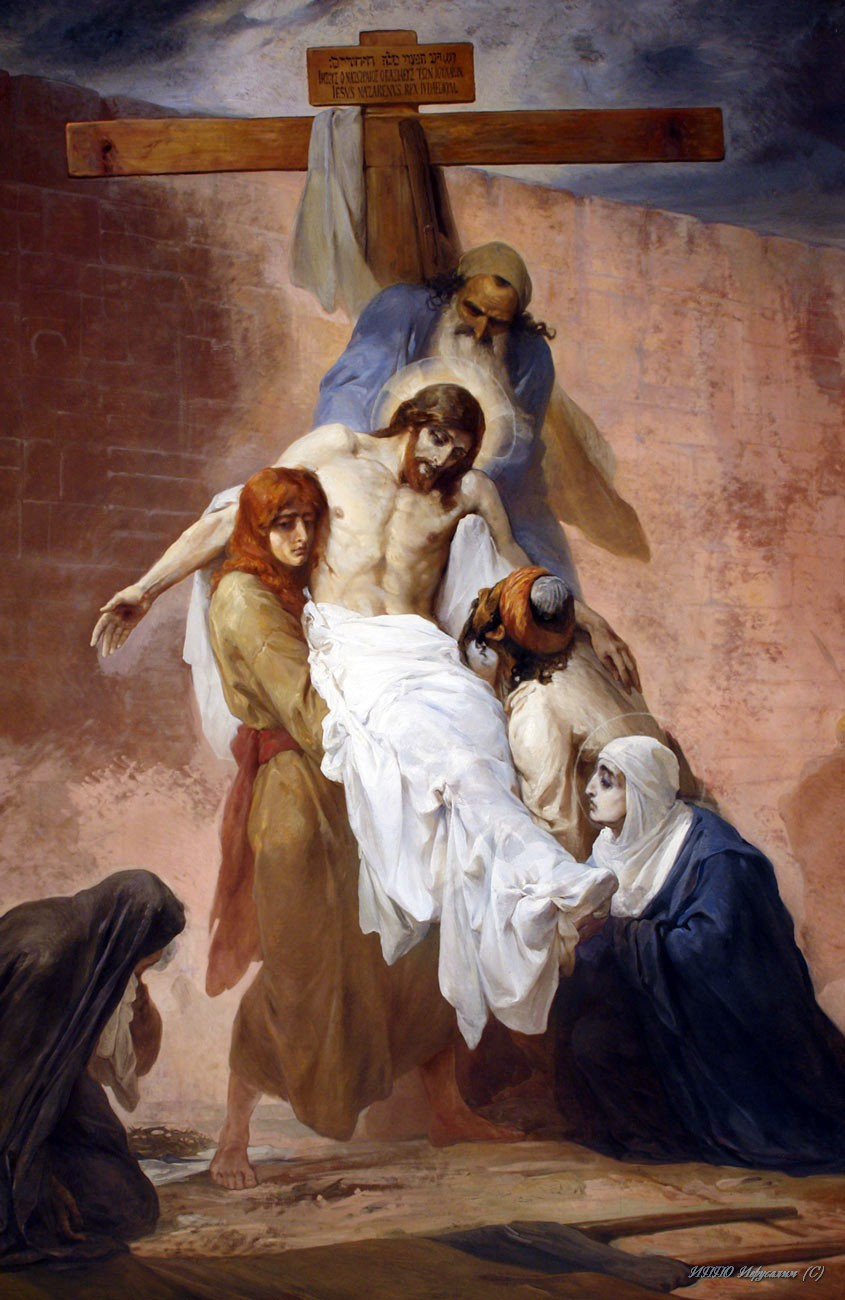
Снятие с Креста
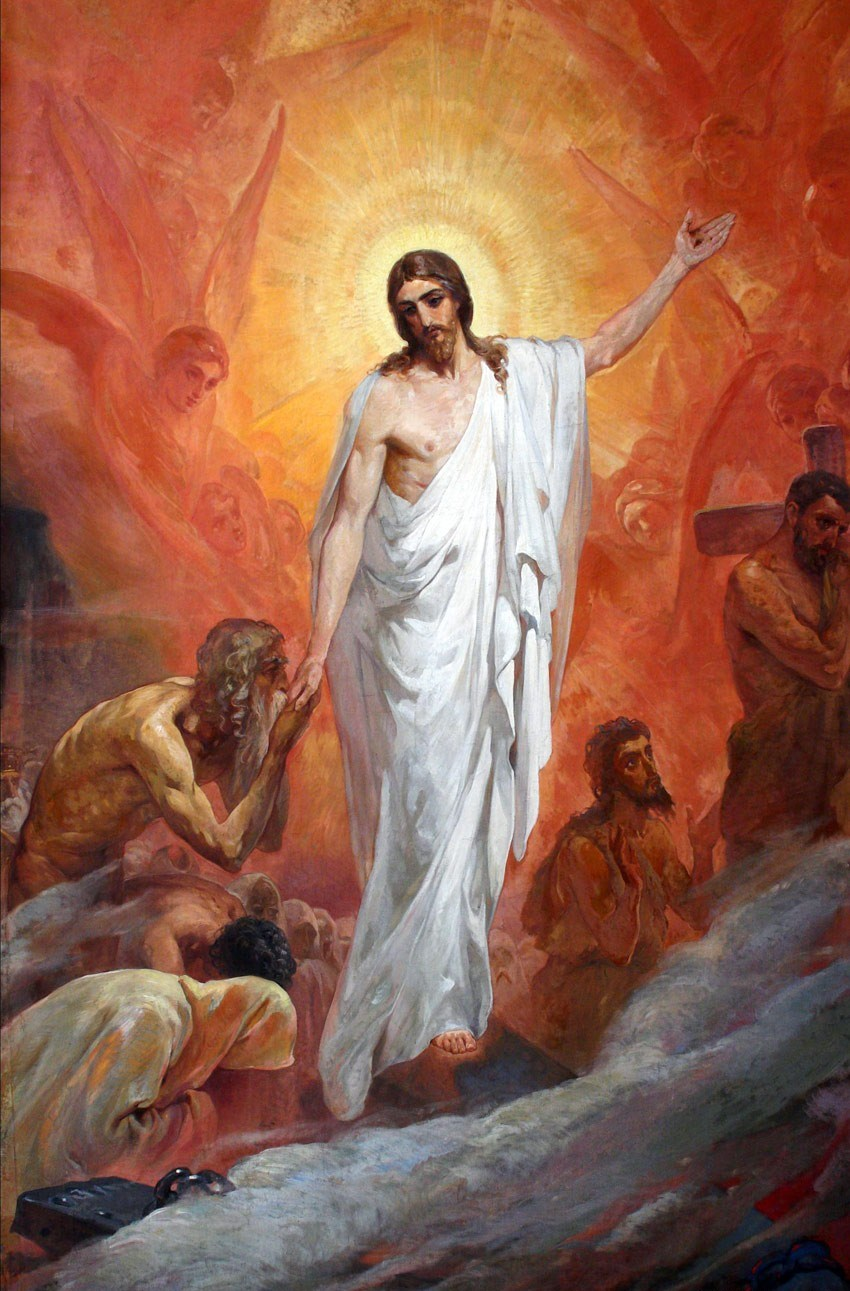
Сошествие в ад

Татьяна Тыжненко, учёный секретарь Иерусалимского отделения Императорского Православного Палестинского Общества, отзывается о Страстном цикле Н. А. Кошелева в Александровском подворье Иерусалима следующим образом:

И если отнести Н. А. Кошелева к представителям «Салона», то он наиболее талантлив среди «отличников» академий — Т. Неффа, К. Маковского, А. Рябушкина, Г. Семирадского, М. Скотти, Ф. Бронникова, П. Сведомского. Само понятие красоты художник нашёл в совершенстве рисунка, мастерстве композиции и колорита. 

Н. А. Кошелев, человек из низов, добившийся высокого признания, писал живописные полотна, посвящённые страданию и подвигу Иисуса Христа в течение 10 лет, равных которым нет ни в русской, ни в мировой живописи.

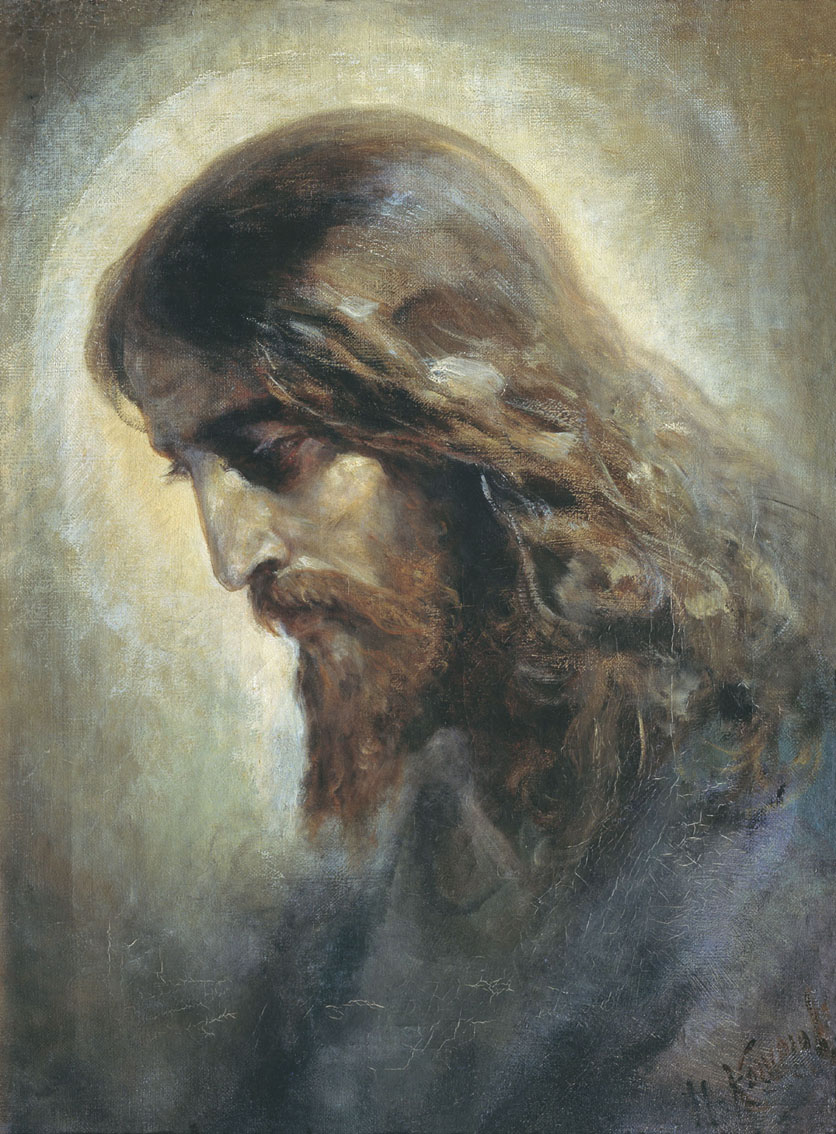
Голова Спасителя

Также для церкви Св. Александра Невского была создана картина «Голова Спасителя», но сейчас она висит в комнате для гостей на Александровском подворье. Её заменили картиной И. Е. Репина «Несение креста». По словам современного искусствоведа:

Глядя на произведения художника, мы видим, что его не коснулись те позитивистские взгляды, которые декларировали в своём творчестве живописцы его поколения — И. Крамской, И. Репин, В. Поленов, Н. Ге. Для них Христос — это человек, борец, мыслитель, противопоставляющий себя обществу, проповедующий новые идеалы, за это гонимый, распятый, чем-то напоминающий революционеров-народников (например, в картине И. Е. Репина «Голгофа»). Кошелева, принадлежавшего к старшему поколению передвижников, миновали подобные настроения. Для него на первом месте всегда была живопись, проповедующая высокие идеалы, вечные истины.

#### Этюды Иерусалима
В связи с работой над картинами художник побывал в 1891 году в Палестине. Там он создал ряд художественных этюдов с видами святых мест:
| - Тивериада - Тивериадское озеро - Тивериадское озеро и истоки Иордана - Лавра св. Саввы Освящённого - Столб Авессалома (Иерусалим) - Долина Иордана | - Гробница пророка Исайи и апостола Иакова в Иерусалиме - Иерусалим - Вид Иерусалима - Вид старого Иерусалима - Палестина |  |

Вот сегодняшнее мнение профессионала об этюдах Иерусалима работы Николая Кошелева:

Этюды и картины В. Д. Поленова, выдающегося пейзажиста, неоднократно бывавшего в местах, связанных с земной жизнью Иисуса Христа, отличаются от этюдов его современника Кошелева. Поленов — мастер пленэрной живописи, его работы пронизаны светом и воздухом. Этюды Кошелева более традиционны, академичны, метафизичны. Колорит у Поленова — светлый, звучный, у Кошелева же — сдержанный, классический. При этом у Кошелева мы видим уже поздний академизм с подчёркнутой красивостью, с передачей резких, эффектных контрастов света и тени, выразительными цветовыми акцентами. В этих работах ощущается влияние позднего романтизма.

### Храм Спаса на Крови
В 1895—1899 годах художник выполнял эскизы для мозаик и росписей петербургского храма Спаса на Крови (Воскресения Христова на Крови). Является автором мозаик: в экстерьере — «Христос во Славе с припадающими св. Александром Невским и св. Николаем Мирликийским» (кокошник большого южного фронтона), в интерьере — «Бегство в Египет» (на восточной стороне) и «Преображение Господне» (в восточном полукуполе).

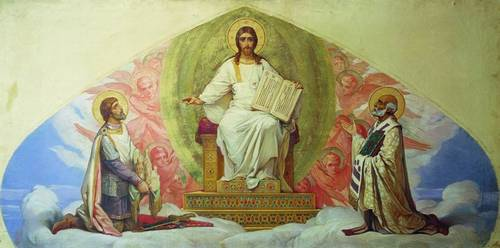
Христос во славе, эскиз
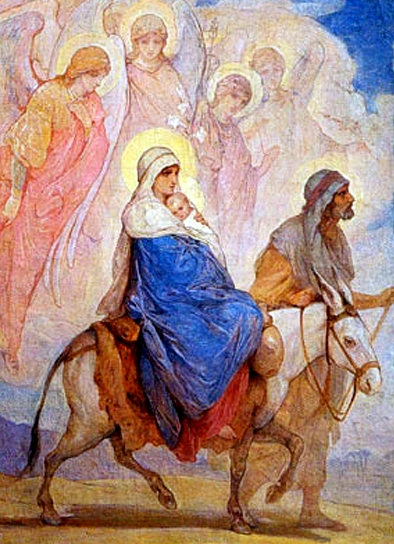
Бегство в Египет, эскиз
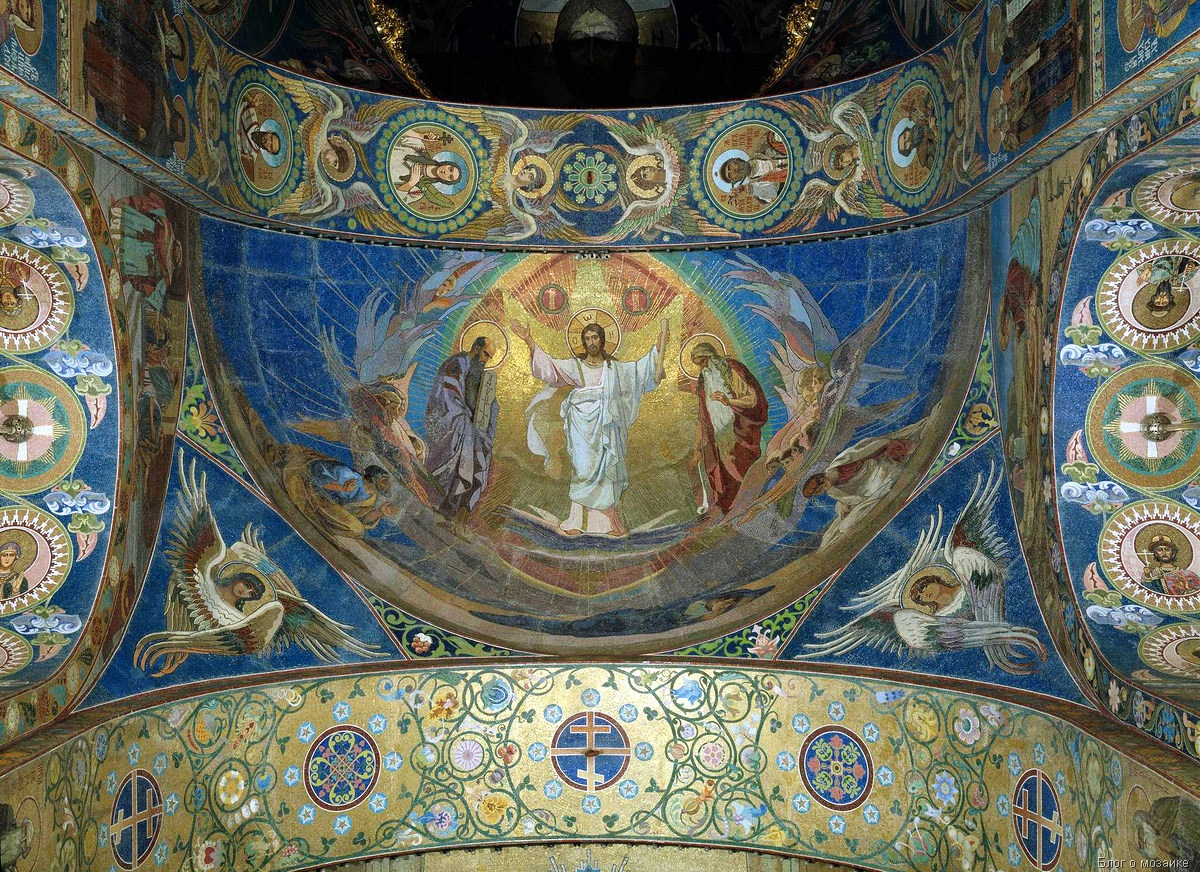
Преображение Господне, мозаика

### Работы в других православных храмах
Для церкви Воздвижения Креста Господня в Женеве (построена в 1863—1866 годах) Кошелев написал иконы Спасителя и Богородицы по сторонам от Царских врат, а также справа и слева от иконостаса — иконы «Воздвижение Святаго Животворящего Креста Господня» и «Свв. Кирилл и Мефодий».
В 1882 году был художник был привлечён к реставрации росписей главного купола Исаакиевского собора в Санкт-Петербурге в рамках большой программы ремонтных работ, начатых архитектором М. Е. Месмахером в связи с неравномерной осадкой здания собора.

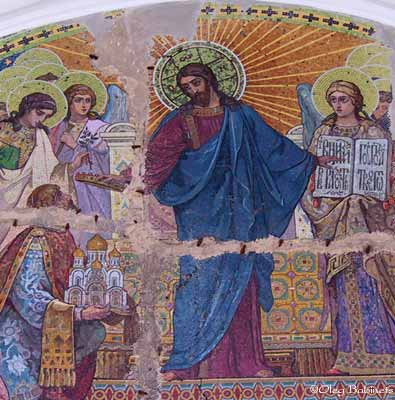
Христос с донатором

Н. А. Кошелевым выполнена и картина-икона «Преображение Господне» в Свято-Троицкой церкви в Буэнос-Айресе (строительство церкви осуществлялось в 1898—1901 годах).
Работал над росписями Александро-Невского собора в Варшаве (росписи велись в 1900—1912 годах). После уничтожения варшавского собора сохранилась и перевезена в Покровский собор в Барановичах мозаика «Христос с донатором», представляющая князя, подающего Иисусу модель собора.
В церкви Казанской иконы Божией Матери в Вырице (Гатчинский район Ленинградской области), построенной в 1914 году, сохранились иконы «Богоматерь Всех скорбящих Радосте» и «Христос Благословляющий детей», а также тондо «Троица Новозаветная».

### Преподавательская деятельность
Вёл живопись и рисование в Центральном училище технического рисования барона А. Л. Штиглица, читал курс истории искусства в Московском училище живописи, ваяния и зодчества. В 1880-х — 1890-х был инспектором Строгановского художественно-промышленного училища.

### Дальнейшая судьба
Заработав денег на росписи храма Христа Спасителя, в 1878 году Николай Кошелев отправился в заграничную поездку, посетив Берлин, Дрезден, Франкфурт-на-Майне, Вену, Париж. В 1880—1881 годах жил в Риме, где работал над картиной «Погребение Христа».

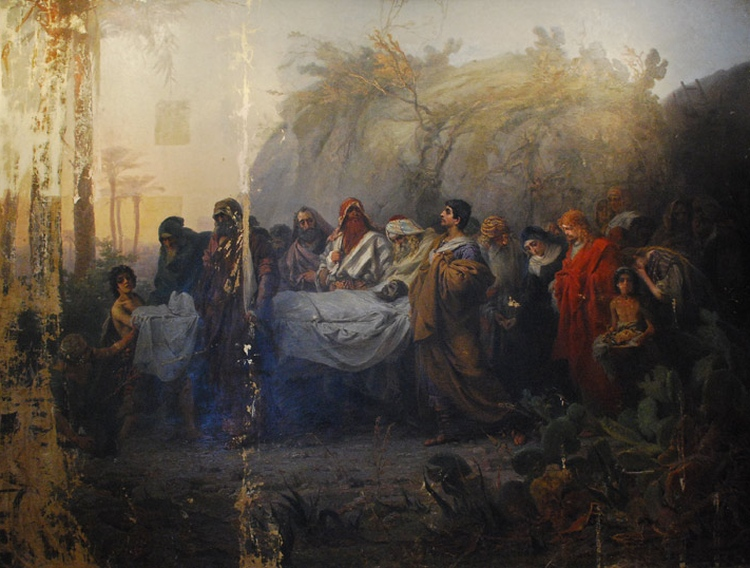
Погребение Христа

Интересен отзыв о ней старого сподвижника Ивана Крамского:

Один молодец меня даже заинтересовал: это критик «Петербургских ведомостей» «г. Худ. А. Лед.». Признаюсь, я не понял, что значит появление такого господина в литературе: я ли переменился с тех пор, как уехал из Петербурга, вы ли там переродились, но только по мере моего знакомства со статьями г. Худ. А. Лед. я приходил всё в большее и большее изумление. И должен сознаться, что фигура эта производит впечатление, какого сорта — это другой вопрос! Но только появление его, по-моему, не к добру. То обстоятельство, что он неприлично и грубо стучит каблуками в обществе и перед каждым сильно жестикулирует, ещё куда бы ни шло, но ведь он изрекает при этом невозможные вещи. Как же, помилуйте, он говорит, что картина Кошелева «Погребение Христа» равна картине Иванова!! Хорошо, что я видел самую картину Кошелева в Москве, в противном случае я бы поверил и обрадовался появлению нового великого таланта и, таким образом, был бы в дураках.
— Крамской, И. Н. Русские художественные критики // Иван Николаевич Крамской. Письма, статьи : в 2 т. Т. 2. - Москва : Искусство, 1966. - С. 370-371.
В 1881 году Николай Кошелев возвратился в Россию, жил попеременно в Москве и Петербурге. В том же году в Санкт-Петербурге, Гатчине и Москве прошли персональные выставки произведений Кошелева. Участвовал в выставках в залах Императорской Академии художеств, Московского общества любителей художеств (член Общества с 1871 года), Санкт-Петербургского общества художников (состоял с 1891 года). Являлся членом общества «Мюссаровские понедельники» (1881—1917), созданного по инициативе Е. И. Мюссара для помощи семьям художников.
В 1894 году стал одним из инициаторов создания Нижегородского художественного и исторического музея, которому подарил некоторые свои произведения, в частности, картину «Погребение Христа» и эскизы росписей храма Христа Спасителя.
В 1903 году путешествовал по Крыму. В 1911–1912 годах участвовал в организации и проведении первого Всероссийского съезда художников. О самом последнем периоде жизни Н. А. Кошелева ничего не известно.

## Судьба работ

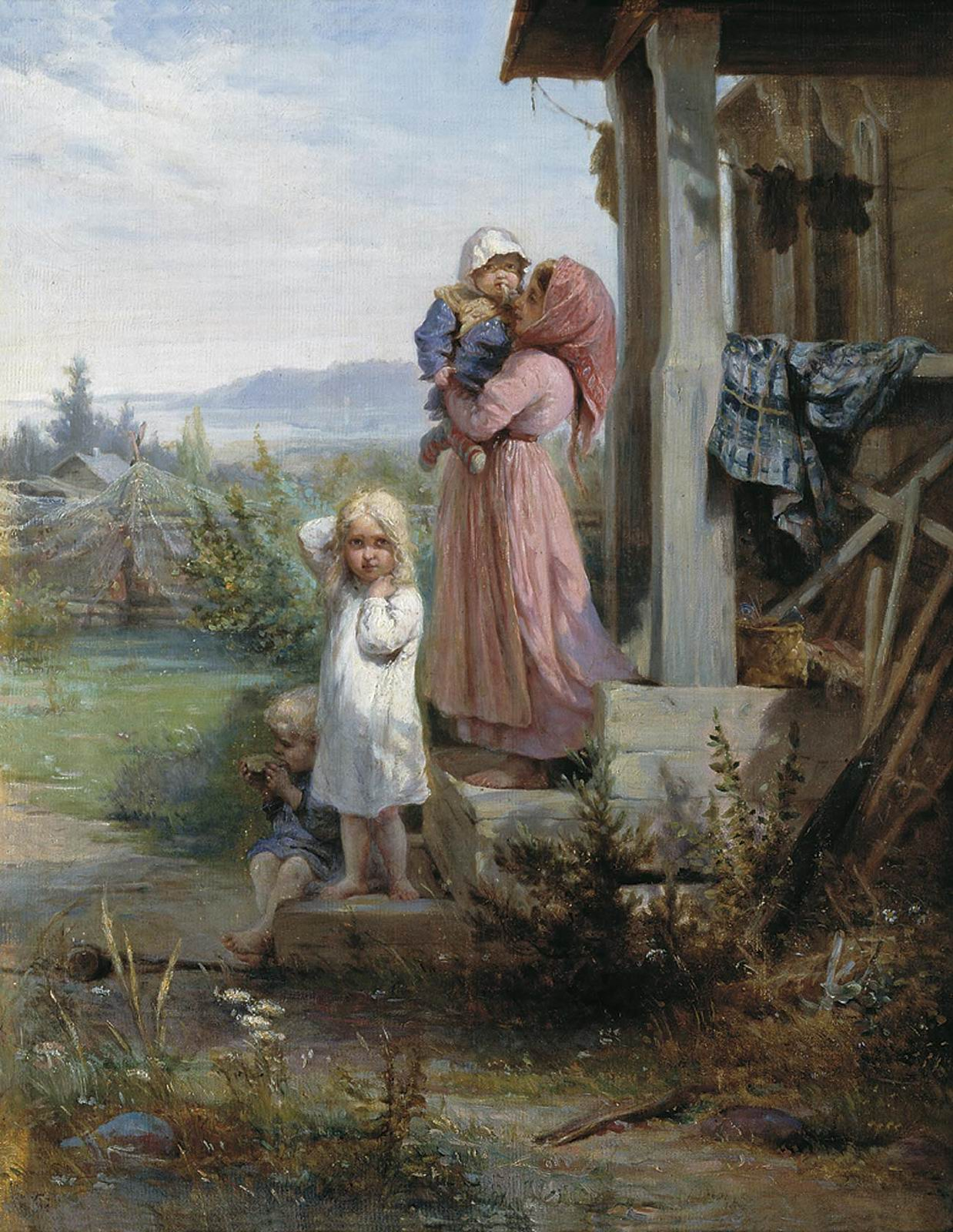
Утро в деревне 1880-е

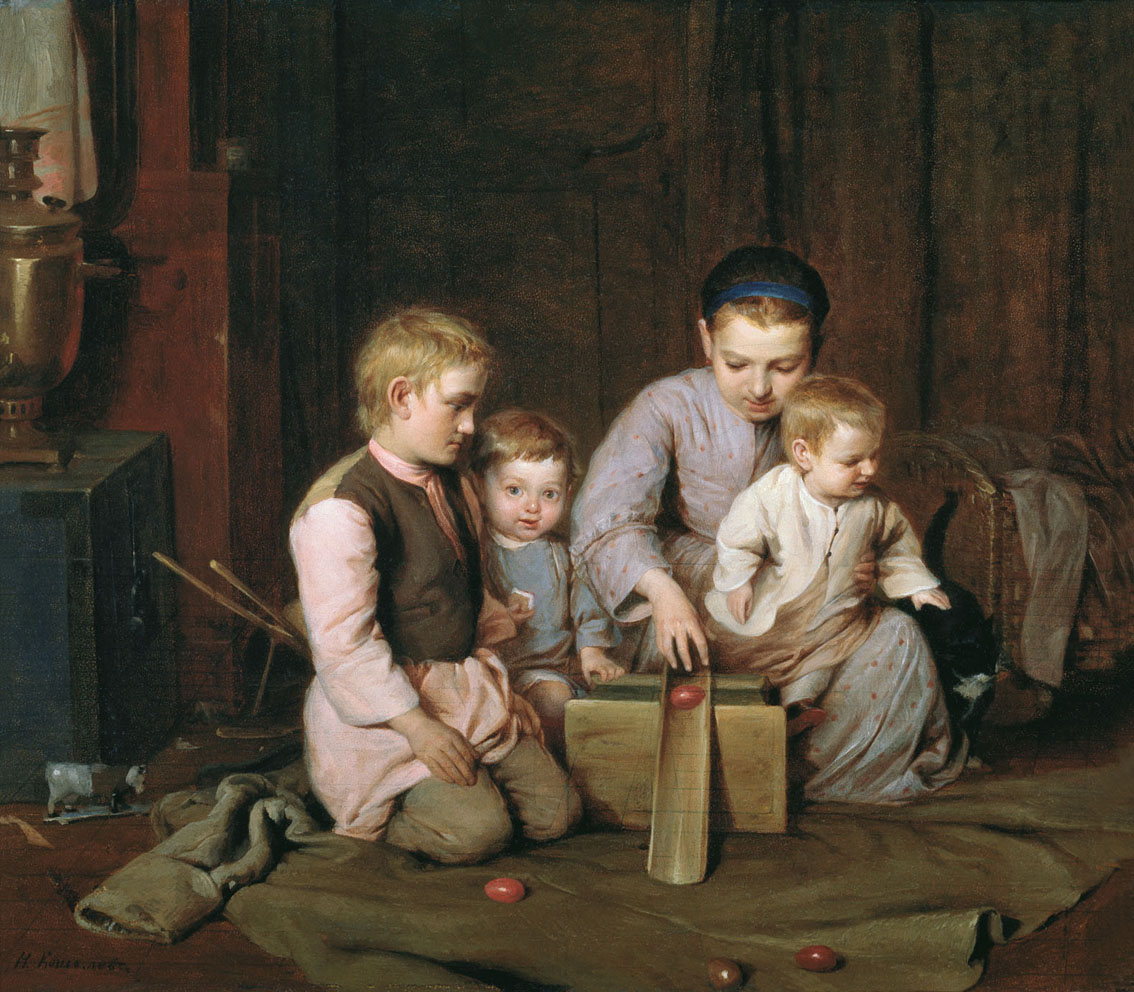
Дети, катающие пасхальные яйца, 1855

Большинство картин и акварелей Кошелева находится в Государственном Русском музее. Ранние работы, периода сотрудничества с передвижниками, можно встретить в Государственной Третьяковской галерее. Много произведений художник передал в Нижегородский государственный художественный музей, где режим их хранения оставлял желать лучшего. Отдельные картины имеются в Донецком областном художественном музее, Мордовском республиканском музее изобразительных искусств им. С. Д. Эрьзи («Императрица Мария Фёдоровна»).
Сохранилась картинная галерея, созданная художником на Александровском подворье в Иерусалиме.
Гораздо хуже ситуация с расписанными художником церквями, часть из которых снесены (Храм Христа Спасителя в Москве, Александро-Невский собор в Варшаве). По счастью, многие фрески из варшавского собора были перевезены в Покровский собор в белорусских Барановичах.

## Отзывы
- Из заметок А. П. Чехова «Осколки московской жизни»:

Долго он думал насчёт портрета и долго не решался. Ведь портрет стоит не гривенник, не рубль, а — страшно сказать — сотни рублей! После долгих колебаний и мучительных сомнений решился он, наконец, обратиться к художнику Кошелеву. Кошелев — это ужасно! — запросил с него 300 руб. Г. Мичинер вздохнул, махнул рукой и согласился: валяй, семи смертям не бывать! Начались сеансы. Сидел г. Мичинер перед Кошелевым, следил за взмахами его кисти и страдал. Мысль о трёхстах рублях не давала
ему покоя во все сеансы. Когда работа художника была уже близка к концу, он не вынес страданий и последовал влечению своего сердца: послал, чудак этакий, Кошелеву письмо, в котором, жалуясь на жару, попросил отсрочить сеанс на неопределённый срок, а через несколько времени и совсем отказался от портрета. Кошелев подал на него иск в 300 руб. Начался процесс. Г. Мичинер мотивировал на суде свой отказ тем, что портрет якобы не похож на него. Однако суд не согласился с ним и, выслушав экспертов, состоявших из наших знаменитостей, постановил взыскать в пользу Кошелева с Мичинера 300 руб., а портрет передать ему же, Кошелеву, для уничтожения. И портрета нет, и 300 руб. пропали. Большего несчастья и представить себе невозможно!

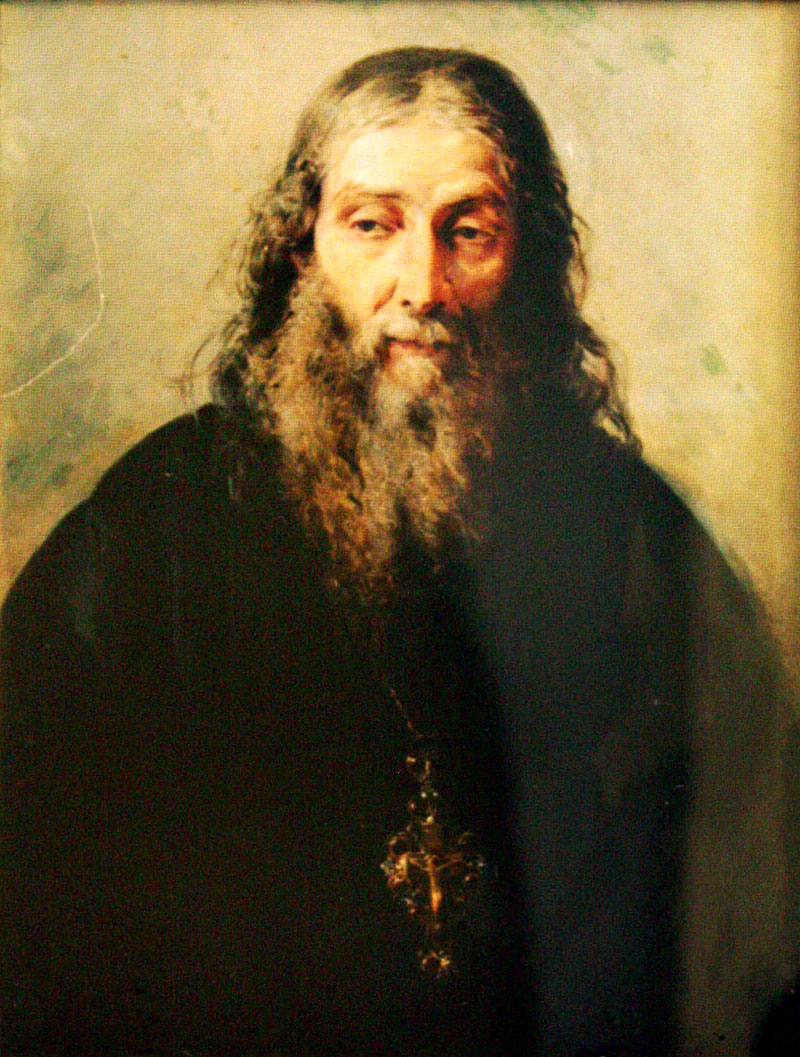
Архимандрит Антонин (1891)

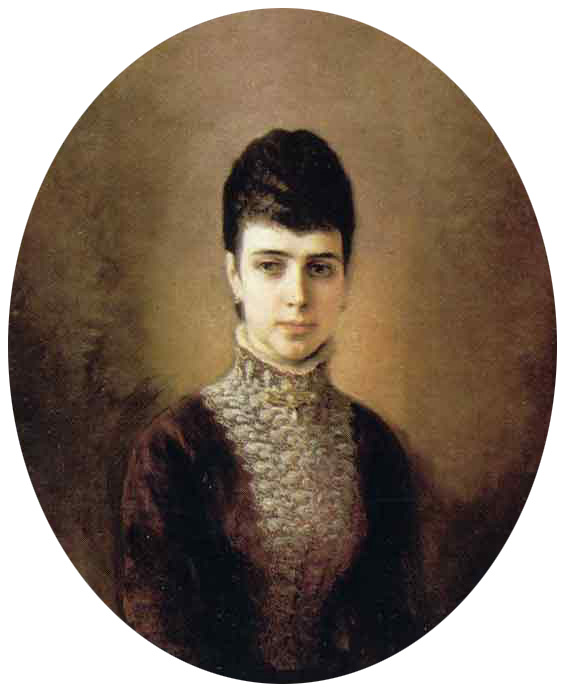
Портрет императрицы Марии Фёдоровны, 1880-е

- Архимандрит Антонин (Капустин) о собственном портрете:

К 2 м часам сеанс был окончен. При взгляде на рисунок, мне оставалось только развести руки. Нет, это не Буткевич маратель, и даже не Александровский min-аминет. Вышло полное и совершенное отображение моей дряхлости, точь в точь, как она выглядывает на меня иногда из зеркала. Обед с сих дел мастером арзамасцем, пришедшим с СПб учиться художеству с 8ю рублями, вроде Ледакова и тоже далеко не из графов, расписывавшего московский храм Спасителя и проживший в Риме 2 года…

— Святая Земля в русском искусстве. Каталог выставки. М., 2001. С. 326
- Как часто бывает у молодёжи, гораздо более строг 34-летний Александр Бенуа:

Кошелев впоследствии рядом с такими же бытовыми, иногда сентиментальными, иногда пошловато-смешливыми картинами принялся за монументальную религиозную живопись, но если можно ещё отметить в жанровых его картинах кое-какую наблюдательность, то в этих огромных полотнах, украшающих некоторые наши соборы, он так близко подошёл к подслащенному стилю академического Верещагина, даже ко всем промахам его в рисунке и в красках, что отличить их друг от друга иногда очень трудно.

- Сотрудница Мордовского музея изобразительных искусств М. И. Сурина о портрете императрицы Марии Фёдоровны:

Задушевностью и простотой веет от портрета «Императрица Мария Фёдоровна» (нач. 1880-х гг.?), исполненного Н. А. Кошелевым (1840—1918) — известным мастером росписей на религиозные темы. Перед нами не холодная надменная красавица, а интеллигентная просвещённая женщина, основательница Мариинских женских гимназий в Петербурге.